# Йосс, Курт
Курт Йосс (12 января 1901, Ален, Германия — 22 мая 1979, Хайльбронн, ФРГ) — немецкий артист балета, балетмейстер и педагог, смешавший в своём творчестве классический балет и театр; он также широко известен как основатель театра танца (нем. Tanztheater). Йосс создал несколько балетных трупп, самой известной из которых стала Tanztheater Folkwang в Эссене.
С юного возраста Йосс интересовался пением, актёрством и изобразительным искусством; он также играл на фортепиано и был увлечён фотографией. В 1919—1921 годах учился в музыкальной школе в Штутгарте. Начал свою карьеру в 1920-х годах, с 1921 по 1924 год танцевал ведущие партии в балетах Рудольфа фон Лабана (который был педагогом балета и разработчиком теории танца) в театрах Мангейма и Гамбурга, после чего покинул его и основал собственную балетную труппу Die Neue Tanzbühne совместно с другими деятелями искусства, среди которых был композитор-еврей Фриц Коэн, с которым Йосс работал над многими своими известными произведениями. В 1924—1925 годах был балетмейстером государственного театра в Мюнстере, в 1930—1933 годах — балетмейстером Эссенского муниципального театра. Несмотря на уход от Лабана, Йосс стремился развивать его систему танца, используя стили современного танца; основу его взглядов, так называемую «эукинетику», составляло убеждение, что хореография и музыкальная композиция должны развиваться вместе, чтобы дать выражение драматической идеи в единых стиле и форме. В 1925 году Йосс и Сигурд Лидер открыли новую школу танца под названием Akademie für Westfälische Bewegung, Sprache und Musik, в 1926 году отправились в Париж для изучения классического балета с русской балериной Любовью Егоровой.
В 1927 году балет Йосса «Пляска смерти» был подвергнут критике за чрезмерный авангардизм, что привело к изменениям в программе и персонале Мюнстерского театра, в связи с чем многие коллеги покинули Йосса. Сам Йосс в том же году переехал в Westfälische Akademie в Эссене, где основал труппу Folkwang Schule.
Йосс не любил бессюжетные танцы и предпочитал в своём творчестве обращаться к темам, затрагивающим нравственные и даже политические вопросы, что было для балета того времени совершенно новым; одним из первых он предпринял попытку объединить современный танец с техникой классического танца и небалетной пантомимы. Его наиболее важная хореографическая работа, балет «Зелёный стол» (1932), выиграла первый приз на международном конкурсе хореографов в Париже в 1932 году. Балет отличался сильной антимилитаристской направленностью.
В 1933 году Йосс был вынужден бежать из Германии, когда нацисты попросили его уволить евреев из его труппы, а он отказался. Вместе со многими своими коллегами он укрылся в Голландии до переселения в Англию. После гастролей в Европе и Америке Йосс и Лидер открыли школу в Дартингтон-Холл в Девоне. Йосс покинул Англию в 1949 году и вернулся в Эссен, Германия, где продолжал преподавать хореографию в течение 19 лет. Он вышел в отставку в 1968 году и умер спустя 11 лет в 1979 году от травм, полученных в автомобильной аварии.
В числе его учеников была Э. Ханка.